# Lungani
Lungani là một xã thuộc hạt Iași, România. Dân số thời điểm năm 2002 là 5060 người.